# Мракотин (Јихлава)
Мракотин (чеш. Mrákotín) је насељено мјесто са административним статусом варошице (чеш. městys) у округу Јихлава, у крају Височина, Чешка Република.

## Становништво
Према подацима о броју становника из 2014. године насеље је имало 871 становника.